# リバーシティ・ラスカルズ
リバーシティ・ラスカルズ（River City Rascals）は、プロ野球独立リーグのフロンティアリーグ（西地区）に加盟していた野球チーム。本拠地は、アメリカ合衆国ミズーリ州オファロン。

## 概要
1993年にゼーンズビル・グレイズ（Zanesville Greys）として創設され、フロンティアリーグに加盟。同年、リーグ優勝を果たす。
1996年のシーズン終了後、チームは活動を停止した。
1999年、リバーシティ・ラスカルズとして、再びフロンティアリーグに復帰し活動再開。
2010年、16シーズン振りのリーグ優勝を果たした。
2019年8月、この年限りでチームを解散することが発表された。チームは3度目のリーグ優勝を果たし有終の美を飾った。

## 主な所属選手
- ジョシュ・キニー（2001年、元セントルイス・カージナルス）
- ジョー・サッチャー（2004年 - 2005年、元サンディエゴ・パドレス）
- ブランドン・カニフ（2011年 - 2012年、元アトランタ・ブレーブス）